# Балша
Балша (рум. Balșa) — село у повіті Хунедоара в Румунії. Адміністративний центр комуни Балша.
Село розташоване на відстані 293 км на північний захід від Бухареста, 22 км на північний схід від Деви, 91 км на південний захід від Клуж-Напоки, 147 км на схід від Тімішоари.

## Населення
За даними перепису населення 2002 року у селі проживали 325 осіб. Рідною мовою 322 особи (99,1%) назвали румунську.
Національний склад населення села:
| Національність | Кількість осіб | Відсоток |
| -------------- | -------------- | -------- |
| румуни         | 312            | 96,0%    |
| цигани         | 11             | 3,4%     |